# Turnera paruana
Turnera paruana är en passionsblomsväxtart som beskrevs av M.M. Arbo. Turnera paruana ingår i släktet Turnera och familjen passionsblomsväxter. Inga underarter finns listade i Catalogue of Life.